# Thelypteris chaseana
Thelypteris chaseana là một loài thực vật có mạch trong họ Thelypteridaceae. Loài này được Schelpe miêu tả khoa học đầu tiên.